# Copa Sudamericana 2018
Die Copa Sudamericana 2018 war die 17. Ausspielung des nach der Copa Libertadores zweitwichtigsten südamerikanischen Fußballwettbewerbs für Vereinsmannschaften. Wie im Vorjahr nahmen insgesamt 54 Mannschaften aus den 10 Mitgliedsverbänden der CONMEBOL teil, darunter 10 ausgeschiedene Mannschaften aus dem laufenden Wettbewerb der Copa Libertadores 2018. Zum zweiten Mal wurde der Wettbewerb auch analog zur Libertadores 2018 über das ganze Kalenderjahr ausgetragen. Aus Argentinien und Brasilien qualifizierten sich jeweils sechs, aus den übrigen 8 Ländern jeweils 4 Teilnehmer direkt für den Wettbewerb.

## Teilnehmer
| Land                      | Verein                                | Qualifikationsgrund                                                                                            | Ergebnis      |
| ------------------------- | ------------------------------------- | --- | ------------- |
| Argentinien 6 Startplätze | Club Atlético San Lorenzo de Almagro  | Bestes nicht für die Copa Libertadores qualifiziertes Team der Primera División 2016/17                        | Achtelfinale  |
| Argentinien 6 Startplätze | CA Lanús                              | Zweitbestes nicht für die Copa Libertadores qualifiziertes Team der Primera División 2016/17                   | 2. Runde      |
| Argentinien 6 Startplätze | Newell’s Old Boys                     | Drittbestes nicht für die Copa Libertadores qualifiziertes Team der Primera División 2016/17                   | 1. Runde      |
| Argentinien 6 Startplätze | CSD Defensa y Justicia                | Viertbestes nicht für die Copa Libertadores qualifiziertes Team der Primera División 2016/17                   | Viertelfinale |
| Argentinien 6 Startplätze | CA Colón                              | Fünftbestes nicht für die Copa Libertadores qualifiziertes Team der Primera División 2016/17                   | Achtelfinale  |
| Argentinien 6 Startplätze | Rosario Central                       | Sechstbestes nicht für die Copa Libertadores qualifiziertes Team der Primera División 2016/17                  | 1. Runde      |
| Bolivien 4 Startplätze    | Club Blooming                         | Bestes nicht für die Copa Libertadores qualifiziertes Team der Gesamttabelle der Primera División 2016/17      | 1. Runde      |
| Bolivien 4 Startplätze    | Club Deportivo Guabirá                | Zweitbestes nicht für die Copa Libertadores qualifiziertes Team der Gesamttabelle der Primera División 2016/17 | 1. Runde      |
| Bolivien 4 Startplätze    | Club San José                         | Drittbestes nicht für die Copa Libertadores qualifiziertes Team der Gesamttabelle der Primera División 2016/17 | 1. Runde      |
| Bolivien 4 Startplätze    | Nacional Potosí                       | Viertbestes nicht für die Copa Libertadores qualifiziertes Team der Gesamttabelle der Primera División 2016/17 | 1. Runde      |
| Brasilien 6 Startplätze   | Atlético Mineiro                      | Bestes nicht für die Copa Libertadores qualifiziertes Team des Campeonato Brasileiro Série A 2017              | 1. Runde      |
| Brasilien 6 Startplätze   | Botafogo FR                           | Zweitbestes nicht für die Copa Libertadores qualifiziertes Team des Campeonato Brasileiro Série A 2017         | Achtelfinale  |
| Brasilien 6 Startplätze   | Athletico Paranaense                  | Drittbestes nicht für die Copa Libertadores qualifiziertes Team des Campeonato Brasileiro Série A 2017         | Gewinner      |
| Brasilien 6 Startplätze   | EC Bahia                              | Viertbestes nicht für die Copa Libertadores qualifiziertes Team des Campeonato Brasileiro Série A 2017         | Viertelfinale |
| Brasilien 6 Startplätze   | FC São Paulo                          | Fünftbestes nicht für die Copa Libertadores qualifiziertes Team des Campeonato Brasileiro Série A 2017         | 2. Runde      |
| Brasilien 6 Startplätze   | Fluminense FC                         | Sechstbestes nicht für die Copa Libertadores qualifiziertes Team des Campeonato Brasileiro Série A 2017        | Halbfinale    |
| Chile 4 Startplätze       | Unión Española                        | Verlierer des Duells der Vizemeister                                                                           | 1. Runde      |
| Chile 4 Startplätze       | Everton de Viña del Mar               | Bestes nicht für die Copa Libertadores qualifiziertes Team des Torneo de Transición 2017                       | 1. Runde      |
| Chile 4 Startplätze       | Audax Italiano La Florida             | Zweitbestes nicht für die Copa Libertadores qualifiziertes Team des Torneo de Transición 2017                  | 1. Runde      |
| Chile 4 Startplätze       | Deportes Temuco                       | Drittbestes nicht für die Copa Libertadores qualifiziertes Team des Torneo de Transición 2017                  | 2. Runde      |
| Ecuador 4 Startplätze     | Barcelona Sporting Club               | Bestes nicht für die Copa Libertadores qualifiziertes Team der Gesamttabelle der Serie A 2017                  | 1. Runde      |
| Ecuador 4 Startplätze     | CD El Nacional                        | Zweitbestes nicht für die Copa Libertadores qualifiziertes Team der Gesamttabelle der Serie A 2017             | 2. Runde      |
| Ecuador 4 Startplätze     | Deportivo Cuenca                      | Drittbestes nicht für die Copa Libertadores qualifiziertes Team der Gesamttabelle der Serie A 2017             | Achtelfinale  |
| Ecuador 4 Startplätze     | LDU Quito                             | Gewinner des Spiels um die Teilnahme an der Copa Sudamericana                                                  | Achtelfinale  |
| Kolumbien 4 Startplätze   | Independiente Medellín                | Bestes nicht für die Copa Libertadores qualifiziertes Team der Gesamttabelle der Categoría Primera A 2017      | 1. Runde      |
| Kolumbien 4 Startplätze   | América de Cali                       | Zweitbestes nicht für die Copa Libertadores qualifiziertes Team der Gesamttabelle der Categoría Primera A 2017 | 1. Runde      |
| Kolumbien 4 Startplätze   | Deportivo Cali                        | Drittbestes nicht für die Copa Libertadores qualifiziertes Team der Gesamttabelle der Categoría Primera A 2017 | Viertelfinale |
| Kolumbien 4 Startplätze   | Jaguares de Córdoba                   | Viertbestes nicht für die Copa Libertadores qualifiziertes Team der Gesamttabelle der Categoría Primera A 2017 | 1. Runde      |
| Paraguay 4 Startplätze    | Club Sol de América                   | Bestes nicht für die Copa Libertadores qualifiziertes Team der Gesamttabelle der Primera División 2017         | 2. Runde      |
| Paraguay 4 Startplätze    | Club General Díaz                     | Zweitbestes nicht für die Copa Libertadores qualifiziertes Team der Gesamttabelle der Primera División 2017    | 2. Runde      |
| Paraguay 4 Startplätze    | Sportivo Luqueño                      | Drittbestes nicht für die Copa Libertadores qualifiziertes Team der Gesamttabelle der Primera División 2017    | 1. Runde      |
| Paraguay 4 Startplätze    | Club Nacional                         | Viertbestes nicht für die Copa Libertadores qualifiziertes Team der Gesamttabelle der Primera División 2017    | 2. Runde      |
| Peru 4 Startplätze        | Club Universidad Técnica de Cajamarca | Bestes nicht für die Copa Libertadores qualifiziertes Team der Gesamttabelle der Primera División 2017         | 1. Runde      |
| Peru 4 Startplätze        | Sport Huancayo                        | Zweitbestes nicht für die Copa Libertadores qualifiziertes Team der Gesamttabelle der Primera División 2017    | 2. Runde      |
| Peru 4 Startplätze        | Sport Rosario                         | Drittbestes nicht für die Copa Libertadores qualifiziertes Team der Gesamttabelle der Primera División 2017    | 1. Runde      |
| Peru 4 Startplätze        | Sporting Cristal                      | Viertbestes nicht für die Copa Libertadores qualifiziertes Team der Gesamttabelle der Primera División 2017    | 1. Runde      |
| Uruguay 4 Startplätze     | CA Cerro                              | Bestes nicht für die Copa Libertadores qualifiziertes Team der Gesamttabelle der Primera División 2017         | 2. Runde      |
| Uruguay 4 Startplätze     | Boston River                          | Zweites nicht für die Copa Libertadores qualifiziertes Team der Gesamttabelle der Primera División 2017        | 2. Runde      |
| Uruguay 4 Startplätze     | Rampla Juniors                        | Drittbestes nicht für die Copa Libertadores qualifiziertes Team der Gesamttabelle der Primera División 2017    | 2. Runde      |
| Uruguay 4 Startplätze     | Danubio FC                            | Viertbestes nicht für die Copa Libertadores qualifiziertes Team der Gesamttabelle der Primera División 2017    | 1. Runde      |
| Venezuela 4 Startplätze   | AC Mineros de Guayana                 | Copa Venezuela 2017                                                                                            | 1. Runde      |
| Venezuela 4 Startplätze   | FC Caracas                            | Vizemeister des Torneo Apertura 2017                                                                           | Achtelfinale  |
| Venezuela 4 Startplätze   | Estudiantes de Mérida                 | Bestes nicht für die Copa Libertadores qualifiziertes Team des Torneo Clausura 2017                            | 1. Runde      |
| Venezuela 4 Startplätze   | Zamora FC                             | Bestes nicht für die Copa Libertadores qualifiziertes Team der Gesamttabelle der Primera División 2017         | 1. Runde      |

Zusätzlich kommen folgende ausgeschiedene Teams aus der Copa Libertadores dazu.
| Beste in den Play-offs der Copa Libertadores 2018 ausgeschiedenen Teams | Ergebnis         |
| ----------------------------------------------------------------------- | ---------------- |
| Club Jorge Wilstermann                                                  | 2. Runde         |
| CA Banfield                                                             | Achtelfinale     |
| Drittplatzierte Teams der Gruppenphase der Copa Libertadores 2018       | Ergebnis         |
| CR Vasco da Gama                                                        | 2. Runde         |
| Club Bolívar                                                            | 2. Runde         |
| Peñarol Montevideo                                                      | 2. Runde         |
| Independiente Santa Fe                                                  | Halbfinale       |
| Millonarios FC                                                          | Achtelfinale     |
| Defensor Sporting                                                       | 2. Runde         |
| Nacional Montevideo                                                     | Viertelfinale    |
| Atlético Junior                                                         | Zweitplatzierter |

## Modus
Wie bisher wurde der Wettbewerb im reinen K.-o.-System ausgetragen und vor dem Achtelfinale gab es zwei Runden. In der 1. Runde starteten die 44 direkt qualifizierten Teilnehmer aus allen 10 Mitgliedsländern der CONMEBOL. In der 2. Runde kamen zu den 22 Siegern der 1. Runde die 10 Teams aus der Copa Libertadores hinzu. Diese setzen sich aus den zwei besten Verlieren der 3. Qualifikationsrunde und den 8 Gruppendritten der Gruppenphase zusammen. Der Titelverteidiger nahm nicht am Wettbewerb teil, da er automatisches Startrecht in der parallel ausgetragenen Copa Libertadores hatte. Bei Punkt- und Torgleichheit galt die Auswärtstorregel. War auch die Zahl der auswärts erzielten Tore gleich, folgte im Anschluss an das Rückspiel unmittelbar ein Elfmeterschießen.

## 1. Runde
Teilnehmer waren je sechs Mannschaften aus Argentinien und Brasilien sowie je vier Mannschaften aus den übrigen acht Ländern Südamerikas. Die Auslosung fand am 20. Dezember 2017 statt, die Spiele fanden zwischen dem 13. Februar und dem 23. Mai 2018 statt.
|                                      | Gesamt          |                        | Hinspiel | Rückspiel |
| ------------------------------------ | --------------- | ---------------------- | -------- | --------- |
| Everton de Viña del Mar              | (a)2:2 (a)      | FC Caracas             | 1:2      | 1:0       |
| Estudiantes de Mérida                | 1:3             | Deportes Temuco        | 1:1      | 0:2       |
| CA Lanús                             | 5:3             | Sporting Cristal       | 4:2      | 1:2       |
| Deportivo Cali                       | 5:3             | Danubio FC             | 3:0      | 2:3       |
| Club Atlético San Lorenzo de Almagro | 1:0             | Atlético Mineiro       | 1:0      | 0:0       |
| LDU Quito                            | (a)4:4 (a)      | Club Deportivo Guabirá | 2:1      | 2:3       |
| Club Nacional                        | 0:0 (4:3 i. E.) | AC Mineros de Guayana  | 0:0      | 0:0       |
| Sport Rosario                        | 0:2             | CA Cerro               | 0:0      | 0:2       |
| Club Sol de América                  | 3:3             | Independiente Medellín | 2:0      | 1:3       |
| Barcelona Sporting Club              | 1:2             | Club General Díaz      | 0:0      | 1:2       |
| Sportivo Luqueño                     | 2:2 (5:6 i. E.) | Deportivo Cuenca       | 2:0      | 0:2       |
| Universidad Técnica de Cajamarca     | 2:4             | Rampla Juniors         | 2:0      | 0:4       |
| CSD Defensa y Justicia               | 3:1             | América de Cali        | 0:1      | 3:0       |
| Athletico Paranaense                 | 4:3             | Newell’s Old Boys      | 3:0      | 1:2       |
| Unión Española                       | 0:3             | Sport Huancayo         | 0:0      | 0:3       |
| Jaguares de Córdoba                  | 2:4             | Boston River           | 2:1      | 0:3       |
| Rosario Central                      | 0:1             | FC São Paulo           | 0:0      | 0:1       |
| CD El Nacional                       | 4:3             | Club San José          | 3:2      | 1:1       |
| Club Blooming                        | 1:5             | EC Bahia               | 1:0      | 0:4       |
| Zamora FC                            | 0:3             | CA Colón               | 0:2      | 0:1       |
| Audax Italiano La Florida            | 2:3             | Botafogo FR            | 1:2      | 1:1       |
| Fluminense FC                        | 3:2             | Nacional Potosí        | 3:0      | 0:2       |

## 2. Runde
Teilnehmer waren die 22 Gewinner der 1. Runde und die 10 ausgeschiedenen Mannschaften aus der Copa Libertadores 2018. Das Hinspiel zwischen dem Club Atlético San Lorenzo de Almagro und Deportes Temuco endete 1:2. Durch Temuco wurde in der Partie der Spieler Jonathan Requena irregulär eingesetzt. Die Partie wurde daraufhin mit 3:0 für San Lorenzo gewertet. Die Spiele fanden zwischen dem 17. Juli und dem 16. August 2018 statt.
|                                      | Gesamt          |                        | Hinspiel | Rückspiel |
| ------------------------------------ | --------------- | ---------------------- | -------- | --------- |
| Club General Díaz                    | 1:5             | Millonarios FC         | 1:1      | 0:4       |
| Club Nacional                        | 2:3             | Botafogo FR            | 2:1      | 0:2       |
| Club Sol de América                  | 0:1             | Nacional Montevideo    | 0:0      | 0:1       |
| CA Colón                             | 1:1 (5:3 i. E.) | FC São Paulo           | 1:0      | 0:1       |
| Boston River                         | 1:2             | CA Banfield            | 1:0      | 0:2       |
| Fluminense FC                        | 3:0             | Defensor Sporting      | 2:0      | 1:0       |
| Athletico Paranaense                 | 6:1             | Peñarol Montevideo     | 2:0      | 4:1       |
| Deportivo Cali                       | 6:1             | Club Bolívar           | 4:0      | 2:1       |
| LDU Quito                            | 3:2             | CR Vasco da Gama       | 3:1      | 0:1       |
| FC Caracas                           | 6:3             | Sport Huancayo         | 2:0      | 4:3       |
| Deportivo Cuenca                     | 4:4 (6:5 i. E.) | Club Jorge Wilstermann | 2:2      | 2:2       |
| CSD Defensa y Justicia               | 2:1             | CD El Nacional         | 2:0      | 0:1       |
| CA Lanús                             | 1:1 (2:3 i. E.) | Atlético Junior        | 1:0      | 0:1       |
| Club Atlético San Lorenzo de Almagro | 3:1             | Deportes Temuco        | 3:0      | 0:1       |
| EC Bahia                             | 3:1             | CA Cerro               | 2:0      | 1:1       |
| Rampla Juniors                       | 0:2             | Independiente Santa Fe | 0:0      | 0:2       |

## Finalrunde
Ab dem Achtelfinale waren die Paarungen gesetzt.

### Turnierplan
|  | Achtelfinale           | Achtelfinale           | Achtelfinale |                        |   | Viertelfinale | Viertelfinale | Viertelfinale |  |  | Halbfinale | Halbfinale | Halbfinale |  |  | Finale | Finale | Finale |
|  |                        |                        |              |                        |   |               |               |               |  |  |            |            |            |  |  |        |        |        |
|  | Deportivo Cuenca       | 0                      | 0            |                        |   |               |               |               |  |  |            |            |            |  |  |        |        |        |
|  | Fluminense FC          | 2                      | 2            |                        |   |               |               |               |  |  |            |            |            |  |  |        |        |        |
|  | Fluminense FC          | 2                      | 2            | Fluminense FC          | 1 | 1             |               |               |  |  |            |            |            |  |  |        |        |        |
|  |                        |                        |              | Fluminense FC          | 1 | 1             |               |               |  |  |            |            |            |  |  |        |        |        |
|  |                        | Nacional Montevideo    | 1            | 0                      |   |               |               |               |  |  |            |            |            |  |  |        |        |        |
|  | San Lorenzo            | Nacional Montevideo    | 1            | 0                      | 3 | 0             |               |               |  |  |            |            |            |  |  |        |        |        |
|  | San Lorenzo            |                        |              |                        | 3 | 0             |               |               |  |  |            |            |            |  |  |        |        |        |
|  | Nacional Montevideo    | 1                      | 2            |                        |   |               |               |               |  |  |            |            |            |  |  |        |        |        |
|  | Nacional Montevideo    | 1                      | 2            | Fluminense FC          | 0 | 0             |               |               |  |  |            |            |            |  |  |        |        |        |
|  |                        |                        |              |                        |   |               |               |               |  |  |            |            |            |  |  |        |        |        |
|  |                        | Athletico Paranaense   | 2            | 2                      |   |               |               |               |  |  |            |            |            |  |  |        |        |        |
|  | FC Caracas             | Athletico Paranaense   | 2            | 2                      | 0 | 1             |               |               |  |  |            |            |            |  |  |        |        |        |
|  | FC Caracas             |                        |              |                        | 0 | 1             |               |               |  |  |            |            |            |  |  |        |        |        |
|  | Athletico Paranaense   | 2                      | 2            |                        |   |               |               |               |  |  |            |            |            |  |  |        |        |        |
|  | Athletico Paranaense   | 2                      | 2            | Athletico Paranaense   | 1 | 0 (4)         |               |               |  |  |            |            |            |  |  |        |        |        |
|  |                        |                        |              | Athletico Paranaense   | 1 | 0 (4)         |               |               |  |  |            |            |            |  |  |        |        |        |
|  |                        | EC Bahia               | 0            | 1 (1)                  |   |               |               |               |  |  |            |            |            |  |  |        |        |        |
|  | EC Bahia               | EC Bahia               | 0            | 1 (1)                  | 2 | 1 (5)         |               |               |  |  |            |            |            |  |  |        |        |        |
|  | EC Bahia               |                        |              |                        | 2 | 1 (5)         |               |               |  |  |            |            |            |  |  |        |        |        |
|  | Botafogo FR            | 1                      | 2 (4)        |                        |   |               |               |               |  |  |            |            |            |  |  |        |        |        |
|  | Botafogo FR            | 1                      | 2 (4)        | Athletico Paranaense   | 1 | 1 (4)         |               |               |  |  |            |            |            |  |  |        |        |        |
|  |                        |                        |              |                        |   |               |               |               |  |  |            |            |            |  |  |        |        |        |
|  |                        | Atlético Junior        | 1            | 1 (3)                  |   |               |               |               |  |  |            |            |            |  |  |        |        |        |
|  | CSD Defensa y Justicia | Atlético Junior        | 1            | 1 (3)                  | 0 | 2             |               |               |  |  |            |            |            |  |  |        |        |        |
|  | CSD Defensa y Justicia |                        |              |                        | 0 | 2             |               |               |  |  |            |            |            |  |  |        |        |        |
|  | CA Banfield            | 0                      | 0            |                        |   |               |               |               |  |  |            |            |            |  |  |        |        |        |
|  | CA Banfield            | 0                      | 0            | CSD Defensa y Justicia | 0 | 3             |               |               |  |  |            |            |            |  |  |        |        |        |
|  |                        |                        |              | CSD Defensa y Justicia | 0 | 3             |               |               |  |  |            |            |            |  |  |        |        |        |
|  |                        | Atlético Junior        | 2            | 1                      |   |               |               |               |  |  |            |            |            |  |  |        |        |        |
|  | Atlético Junior        | Atlético Junior        | 2            | 1                      | 1 | 1             |               |               |  |  |            |            |            |  |  |        |        |        |
|  | Atlético Junior        |                        |              |                        | 1 | 1             |               |               |  |  |            |            |            |  |  |        |        |        |
|  | CA Colón               | 0                      | 1            |                        |   |               |               |               |  |  |            |            |            |  |  |        |        |        |
|  | CA Colón               | 0                      | 1            | Atlético Junior        | 2 | 1             |               |               |  |  |            |            |            |  |  |        |        |        |
|  |                        |                        |              |                        |   |               |               |               |  |  |            |            |            |  |  |        |        |        |
|  |                        | Independiente Santa Fe | 0            | 0                      |   |               |               |               |  |  |            |            |            |  |  |        |        |        |
|  | LDU Quito              | Independiente Santa Fe | 0            | 0                      | 1 | 0 (1)         |               |               |  |  |            |            |            |  |  |        |        |        |
|  | LDU Quito              |                        |              |                        | 1 | 0 (1)         |               |               |  |  |            |            |            |  |  |        |        |        |
|  | Deportivo Cali         | 0                      | 1 (3)        |                        |   |               |               |               |  |  |            |            |            |  |  |        |        |        |
|  | Deportivo Cali         | 0                      | 1 (3)        | Deportivo Cali         | 1 | 1             |               |               |  |  |            |            |            |  |  |        |        |        |
|  |                        |                        |              | Deportivo Cali         | 1 | 1             |               |               |  |  |            |            |            |  |  |        |        |        |
|  |                        | Independiente Santa Fe | 1            | 2                      |   |               |               |               |  |  |            |            |            |  |  |        |        |        |
|  | Independiente Santa Fe | Independiente Santa Fe | 1            | 2                      | 0 | 0 (5)         |               |               |  |  |            |            |            |  |  |        |        |        |
|  | Independiente Santa Fe |                        |              |                        | 0 | 0 (5)         |               |               |  |  |            |            |            |  |  |        |        |        |
|  | Millonarios FC         | 0                      | 0 (3)        |                        |   |               |               |               |  |  |            |            |            |  |  |        |        |        |

### Achtelfinale
Die Spiele fanden zwischen dem 21. August und dem 4. Oktober 2018 statt.
|                                      | Gesamt          |                      | Hinspiel | Rückspiel |
| ------------------------------------ | --------------- | -------------------- | -------- | --------- |
| Independiente Santa Fe               | 0:0 (5:3 i. E.) | Millonarios FC       | 0:0      | 0:0       |
| EC Bahia                             | 3:3 (5:4 i. E.) | Botafogo FR          | 2:1      | 1:2       |
| Club Atlético San Lorenzo de Almagro | 3:3             | Nacional Montevideo  | 3:1      | 0:2       |
| Atlético Junior                      | 2:1             | CA Colón             | 1:0      | 1:1       |
| CSD Defensa y Justicia               | 2:0             | CA Banfield          | 0:0      | 2:0       |
| Deportivo Cuenca                     | 0:4             | Fluminense FC        | 0:2      | 0:2       |
| FC Caracas                           | 1:4             | Athletico Paranaense | 0:2      | 1:2       |
| LDU Quito                            | 1:1 (1:3 i. E.) | Deportivo Cali       | 1:0      | 0:1       |

### Viertelfinale
Die Spiele fanden zwischen dem 23. Oktober und dem 1. November 2018 statt.
|                        | Gesamt          |                        | Hinspiel | Rückspiel |
| ---------------------- | --------------- | ---------------------- | -------- | --------- |
| Independiente Santa Fe | 3:2             | Deportivo Cali         | 1:1      | 2:1       |
| Fluminense FC          | 2:1             | Nacional Montevideo    | 1:1      | 1:0       |
| EC Bahia               | 1:1 (1:4 i. E.) | Athletico Paranaense   | 1:0      | 0:1       |
| Atlético Junior        | (a)3:3 (a)      | CSD Defensa y Justicia | 2:0      | 1:3       |

### Halbfinale
Die Spiele fanden zwischen dem 7. und dem 29. November 2018 statt.
|                        | Gesamt |                 | Hinspiel | Rückspiel |
| ---------------------- | ------ | --------------- | -------- | --------- |
| Athletico Paranaense   | 4:0    | Fluminense FC   | 2:0      | 2:0       |
| Independiente Santa Fe | 0:3    | Atlético Junior | 0:2      | 0:1       |

## Finalspiele

### Hinspiel
| Atlético Junior                                          | Atlético Junior | Athletico Paranaense | Athletico Paranaense | Aufstellung                                            |
| -------------------------------------------------------- | --- | --- | -------------------- | ------------------------------------------------------ |
| Atlético Junior                                          | \| 5. Dezember 2018 in Barranquilla (Estadio Metropolitano) \| \| Ergebnis: 1:1 \| \| Zuschauer: 38.094 \| \| Schiedsrichter: Diego Haro ( Peru) \| \| Spielbericht \| | \| 5. Dezember 2018 in Barranquilla (Estadio Metropolitano) \| \| Ergebnis: 1:1 \| \| Zuschauer: 38.094 \| \| Schiedsrichter: Diego Haro ( Peru) \| \| Spielbericht \| | Athletico Paranaense | Aufstellung Atlético Junior gegen Athletico Paranaense |
| Atlético Junior                                          | 1 Sebastián Viera – 20 Marlon Piedrahita, 21 Jefferson Gómez, 5 Rafa Pérez, 2 Germán Gutiérrez – 15 Luis Narváez 83., 24 Víctor Cantillo – 6 James Sánchez 70., 10 Jarlan Barrera, 23 Luis Díaz – 18 Yony González 66. Reserve 12 José Luis Chunga, 4 David Murillo, 13 Jonathan Ávila Martínez, 7 Sebastián Hernández 83., 28 Enrique Serje, 11 Daniel Moreno Mosquera 70., 27 Luis Carlos Ruiz 66. Cheftrainer: Julio Comesaña | 1 Santos – 2 Jonathan, 4 Thiago Heleno, 14 Léo Pereira, 6 Renan Lodi – 3 Luis González 86., 16 Bruno Guimarães – 10 Marcelo Cirino, 7 Raphael Veiga 77., 11 Nikão – 5 Pablo 60. Reserve 12 Felipe Alves, 25 Wanderson, 26 Márcio Azevedo, 20 Matheus Rossetto, 28 Wellington 77., Rony 60., 22 Marcinho 86. Cheftrainer: Tiago Nunes | Athletico Paranaense | Aufstellung Atlético Junior gegen Athletico Paranaense |
| Atlético Junior                                          | 1:1 Yony González (52.) | 0:1 Pablo (50.) | Athletico Paranaense | Aufstellung Atlético Junior gegen Athletico Paranaense |
| Atlético Junior                                          | Rafa Pérez (68.) | Léo Pereira (55.), Bruno Guimarães (90.+1'), Thiago Heleno (90.+3') | Athletico Paranaense | Aufstellung Atlético Junior gegen Athletico Paranaense |
| 5. Dezember 2018 in Barranquilla (Estadio Metropolitano) | | |                      |                                                        |
| Ergebnis: 1:1                                            | | |                      |                                                        |
| Zuschauer: 38.094                                        | | |                      |                                                        |
| Schiedsrichter: Diego Haro ( Peru)                       | | |                      |                                                        |
| Spielbericht                                             | | |                      |                                                        |

### Rückspiel
| Athletico Paranaense                             | Athletico Paranaense | Atlético Junior | Atlético Junior | Aufstellung                                            |
| ------------------------------------------------ | --- | --- | --------------- | ------------------------------------------------------ |
| Athletico Paranaense                             | \| 12. Dezember 2018 in Curitiba (Arena da Baixada) \| \| Ergebnis: 1:1 n. V., 4:3 i. E. \| \| Zuschauer: 40.263 \| \| Schiedsrichter: Roberto Tobar ( Chile) \| | \| 12. Dezember 2018 in Curitiba (Arena da Baixada) \| \| Ergebnis: 1:1 n. V., 4:3 i. E. \| \| Zuschauer: 40.263 \| \| Schiedsrichter: Roberto Tobar ( Chile) \| | Atlético Junior | Aufstellung Athletico Paranaense gegen Atlético Junior |
| Athletico Paranaense                             | 1 Santos – 2 Jonathan, 4 Thiago Heleno, 14 Léo Pereira, 6 Renan Lodi – 3 Luis González 73., 16 Bruno Guimarães – 10 Marcelo Cirino 46., 7 Raphael Veiga, 11 Nikão 98.- 5 Pablo 98. Reserve 12 Felipe Alves, 25 Wanderson, 13 Paulo André, 26 Márcio Azevedo, 28 Wellington 73., Rony 46., 22 Marcinho 98., 30 Bérgson 98. Cheftrainer: Tiago Nunes | 1 Sebastián Viera – 20 Marlon Piedrahita, 21 Jefferson Gómez 106., 5 Rafa Pérez, 17Gabriel Fuentes – 15 Luis Narváez, 24 Víctor Cantillo – 6 James Sánchez 73., 10 Jarlan Barrera 115., 23 Luis Díaz – 29 Teófilo Gutiérrez Reserve 12 José Luis Chunga, 4 David Murillo, 13 Jonathan Ávila Martínez 106., 7 Sebastián Hernández, 28 Enrique Serje, 11 Daniel Moreno Mosquera 115., 18 Yony González 73. Cheftrainer: Julio Comesaña | Atlético Junior | Aufstellung Athletico Paranaense gegen Atlético Junior |
| Athletico Paranaense                             | 1:0 Pablo (26.) | 1:1 Teófilo Gutiérrez (57.) | Atlético Junior | Aufstellung Athletico Paranaense gegen Atlético Junior |
| Athletico Paranaense                             | Elfmeterschießen | | Atlético Junior | Aufstellung Athletico Paranaense gegen Atlético Junior |
| Athletico Paranaense                             | 1:1 Jonathan 2:1 Raphael Veiga 3:2 Bérgson Renan Lodi 4:3 Thiago Heleno | 0:1 Luis Narváez Gabriel Fuentes 2:2 Rafa Pérez Teófilo Gutiérrez 3:3 Sebastián Viera | Atlético Junior | Aufstellung Athletico Paranaense gegen Atlético Junior |
| Athletico Paranaense                             | Jonathan (38.), Wellington (110.) | González (76.), Narváez (77.), Gómez (90.), Piedrahita (101.) | Atlético Junior | Aufstellung Athletico Paranaense gegen Atlético Junior |
| 12. Dezember 2018 in Curitiba (Arena da Baixada) | | |                 |                                                        |
| Ergebnis: 1:1 n. V., 4:3 i. E.                   | | |                 |                                                        |
| Zuschauer: 40.263                                | | |                 |                                                        |
| Schiedsrichter: Roberto Tobar ( Chile)           | | |                 |                                                        |

## Beste Torschützen
Nachfolgend sind die besten Torschützen der Copa Sudamericana 2018 aufgeführt. Sie sind zunächst nach Anzahl ihrer Treffer, bei gleicher Torzahl alphabetisch sortiert.
| Rang | Spieler                   | Klub                   | Tore |
| ---- | ------------------------- | ---------------------- | ---- |
| 1    | Nicolás Benedetti         | Deportivo Cali         | 5    |
|      | Pablo Felipe Teixeira     | Athletico Paranaense   | 5    |
| 3    | Diomar Díaz               | FC Caracas             | 4    |
|      | Nicolás Emanuel Fernández | CSD Defensa y Justicia | 4    |
|      | Nikão                     | Athletico Paranaense   | 4    |
| 6    | Juan Anangonó             | LDU Quito              | 3    |
|      | Luis Díaz                 | Atlético Junior        | 3    |
|      | Teófilo Gutiérrez         | Atlético Junior        | 3    |
|      | Emanuel Herrera           | Sporting Cristal       | 3    |
|      | Rodrigo Pimpão            | Botafogo FR            | 3    |
|      | Zé Rafael                 | EC Bahia               | 3    |
|      | José Sand                 | Deportivo Cali         | 3    |
|      | Matías Zunino             | Nacional Montevideo    | 3    |